# Schweizer SGM 2-37
Schweizer SGM 2-37 là một loại tàu lượn có động cơ của Hoa Kỳ.

## Biến thể

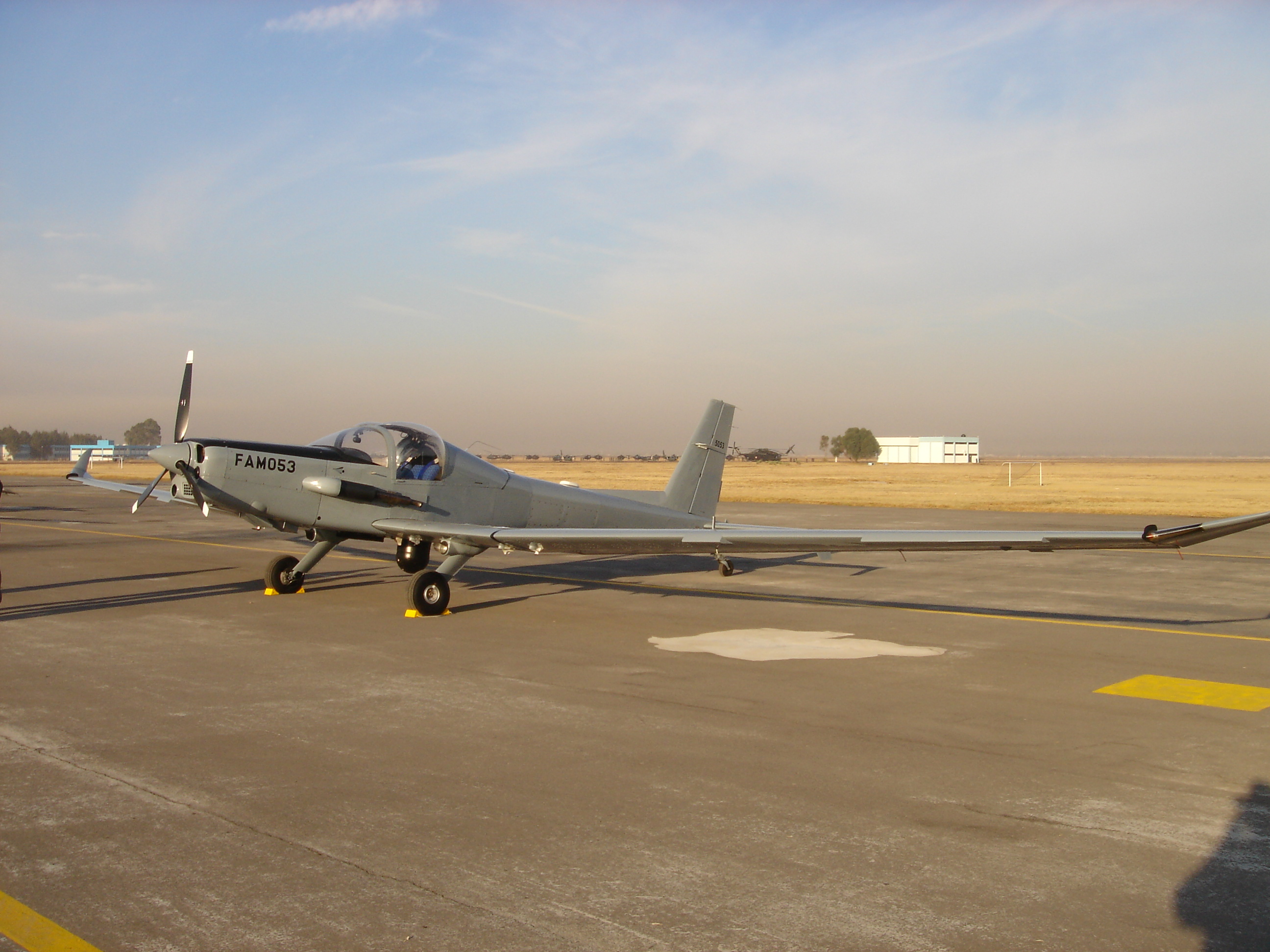
SA2-37B thuộc phi đoàn giám sát hàng không, không đoàn số 3, Không quân Mexicol tại căn cứ không quân Santa Lucia.

SGM 2-37
SA 2-37A
SA 2-37B
TG-7A
RG-8A

## Quốc gia sử dụng
Hoa Kỳ
- Không quân Hoa Kỳ
- Bảo vệ Bờ biển Hoa Kỳ

 Colombia
- Không quân Colombia[4]

 México
- Không quân Mexicol[5]

## Tính năng kỹ chiến thuật (SGM 2-37)
Dữ liệu lấy từ Sailplane Directory, USAFA, Soaring magazine November, 1983 & FAA Aircraft Type Certificate G1NE
Đặc điểm tổng quát
- Kíp lái: 2
- Chiều dài: 27 ft 6 in (8,5 m)
- Sải cánh: 56 ft 6 in (18,14 m)
- Chiều cao: 7 ft 8 in (2,4 m)
- Diện tích cánh: 195,7 ft2 (18,18 m²)
- Kết cấu dạng cánh: Wortmann Fx 61-163
- Trọng lượng rỗng: 1200 lb (544 kg)
- Trọng lượng có tải: 1850 lb (839 kg)
- Trọng tải có ích: 650 lb (295 kg)
- Trọng lượng cất cánh tối đa: 1850 lb (839 kg)
- Động cơ: 1 × Lycoming O-235-L2C, 112 hp (84 kW)

 Hiệu suất bay 
- Tốc độ không vượt quá: 135 mph (219 km/h)
- Vận tốc cực đại: 135 mph (181 km/h)
- Vận tốc hành trình: 112 mph (181 km/h)
- Vận tốc tắt ngưỡng: 48 mph (78 km/h)
- Tầm bay: 230 mi (372 km)
- Trần bay: 14.000 ft (4300 m)
- Vận tốc lên cao: ft/phút (m/s)
- Tải trên cánh: 9,45 lb/ft2 (46,15 kg/m²)